# 南極ゲートウェイ都市
南極ゲートウェイ都市（なんきょくゲートウェイとし）は、南極海に面しており、南極大陸へ向かうほとんどの貨物・人員がそのいずれかを通る5つの都市のことである。5つの都市は西から東の順に、チリのプンタアレナス、アルゼンチンのウシュアイア、南アフリカ共和国のケープタウン、オーストラリアのホバート、そしてニュージーランドのクライストチャーチである。南極大陸は支援体制に乏しい環境で、それ自体には主要な交通インフラも存在しないために、こうした南極ゲートウェイ都市は南極におけるあらゆる活動においてなくてはならない存在となっている。
それぞれの南極ゲートウェイ都市は南極大陸に向かう航空機と船舶の両方を受け入れており、一般的には南極大陸のうち各都市に最も近い領域に対するサービスを請け負っている。どの程度の手助けが必要かという観点では大きく異なるけれども、これらの都市は公的な南極観測を行う政府と南極の観光を請け負う民間企業の両方によって使用されている。南極ゲートウェイ都市は、その交通の拠点としての地位ゆえに、南極大陸と文化的・経済的・生態学的・政治的な関係をも持っている。

## 歴史

### 初期の南極探検

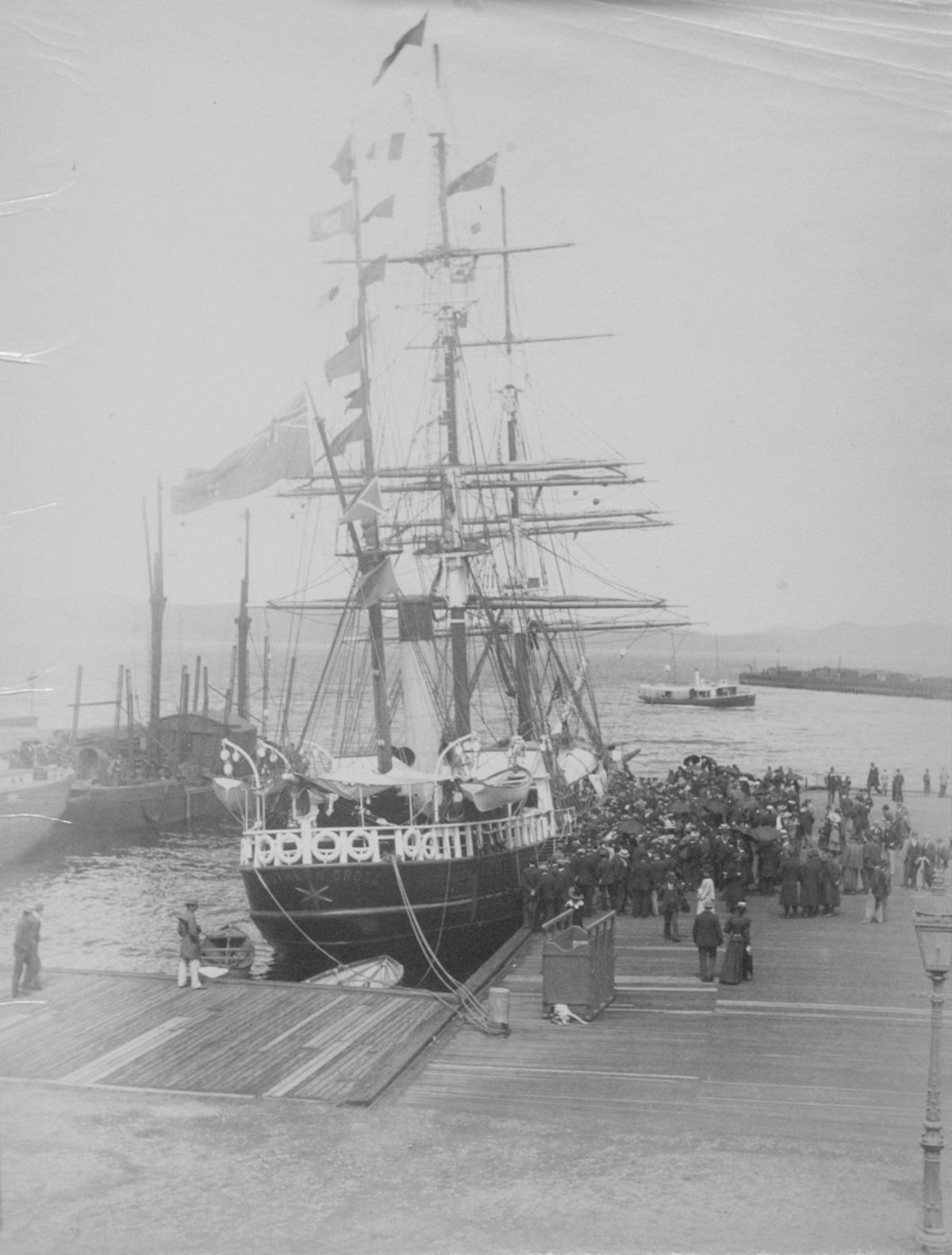
1898年12月17日、南極大陸に向けて出発する前にオーストラリアのホバートでドック入りするサザンクロス号。

1820年代に南極大陸の本土が初めて発見された当時、現在南極ゲートウェイ都市となっている都市にはまだ南極の探検を支援できるだけのインフラストラクチャーが整備されていなかったため、南極に向かう船はより北にあるチリのバルパライソやオーストラリアのシドニーなどの港から出発していた。現在南極ゲートウェイ都市となっている都市がゲートウェイとして、南極に行く船のための供給基地の役割を果たすようになったのは19世紀の終わりから20世紀の初めにかけてのことである。当時は1898年のサザンクロス遠征に始まる南極探検の英雄時代の最も特筆すべき探検のいくつかが初めて南極ゲートウェイ都市を通って南極に向かった。
| プンタアレナス                         | ウシュアイア                           | ケープタウン                                                                        | ホバート | クライストチャーチ |
| -------------------------------------- | -------------------------------------- | ----------------------------------------------------------------------------------- | --- | --- |
| - シャーロットの第2回南極遠征 (1908年) | - シャーロットの第1回南極遠征 (1904年) | - ディスカバリー遠征 (1回目の補給地、1901年) - テラノバ遠征 (1回目の補給地、1910年) | - サザンクロス遠征 (1898年) - オーストラリアの南極遠征 (1911年) - 帝国南極横断探検隊 (1回目の補給地、1914年) | - ディスカバリー遠征 (2回目の補給地、1901年) - ニムロド遠征 (1907年) - テラノバ遠征 (2回目の補給地、1910年) - 帝国南極横断探検隊 (2回目の補給地、1914年) |

### 21世紀
南極ゲートウェイ都市はその歴史において、それぞれの都市がほぼ完全に独立して南極へのゲートウェイとしての役割を担ってきた。しかし、21世紀に入ると、南極ゲートウェイ都市が互いに関係を構築する努力を行うようになってきた。2009年には全ての南極ゲートウェイ都市の代表者がクライストチャーチに集まり、「南極大陸へのゲートウェイ都市となる南の果ての都市の間の意向に関する宣言」に署名した。これは、南極ゲートウェイ都市の間の平和的な協力を促進するためのものであった。この宣言は2年半後に有効期限切れとなった。2017年から2020年にかけて、オーストラリアが主導する計画「南極の都市」では、それぞれの南極ゲートウェイ都市から、お互いとの関係や南極大陸について学習するためにパートナーが集められた。この計画はそれぞれの南極ゲートウェイ都市に変化をもたらすことを目的としている。具体的には、単に輸送活動に参加するだけの存在から、南極の管理活動にも参加する保護都市へと南極ゲートウェイ都市を変貌させることが狙いである。もし、南極大陸との地理的な近接性が必ずしも必要ではないと考えられるのであれば、他の都市も南極ゲートウェイ都市と呼ばれたり、将来南極へのゲートウェイとなったりする可能性がある。例えば、中華人民共和国の上海市は中国極地研究中心を通じて南極での役割を増大させており、将来的には南極ゲートウェイ都市として認められるようになる可能性がある。

## 大衆の南極大陸との関係
2020年の調査では、いずれの南極ゲートウェイ都市においても、住民のおよそ4分の3が「南極大陸はあなたの都市のアイデンティティにとって重要ですか」という質問に対し、「非常にそう思う」または「ある程度そう思う」と回答している。さらに、「あなたは南極の将来に対して責任を感じていますか」という質問に対しても、住民の多数派は「とても感じている」または「ある程度感じている」と回答している。そして、「環境へのより良い配慮を宣伝するために、あなたの都市と南極大陸が関係を構築することは重要だと思いますか」という質問に対しても、多くの住民が肯定的な回答をした。近年においては、南極ゲートウェイ都市では地方政府によって南極大陸とのより強力な関係を宣伝する動きが強まっている。そのための活動としては、南極祭り、幼稚園児から高校生への教育、博物館への出店、公式的な奉仕活動のキャンペーンなどが行われている。

## 都市

### プンタアレナス
プンタアレナスは南極半島に近いサザンコーンに位置している。20以上の国家的な南極のプログラムにおいて、往路または復路の少なくとも一方でプンタアレナスを経由している。この数値は、他のどの南極ゲートウェイ都市よりも多い数値である。2016年には、地方政府はインフラストラクチャーを整備すると同時に、南極大陸との文化的なつながりを宣伝するプロジェクトを開始した。

### ウシュアイア

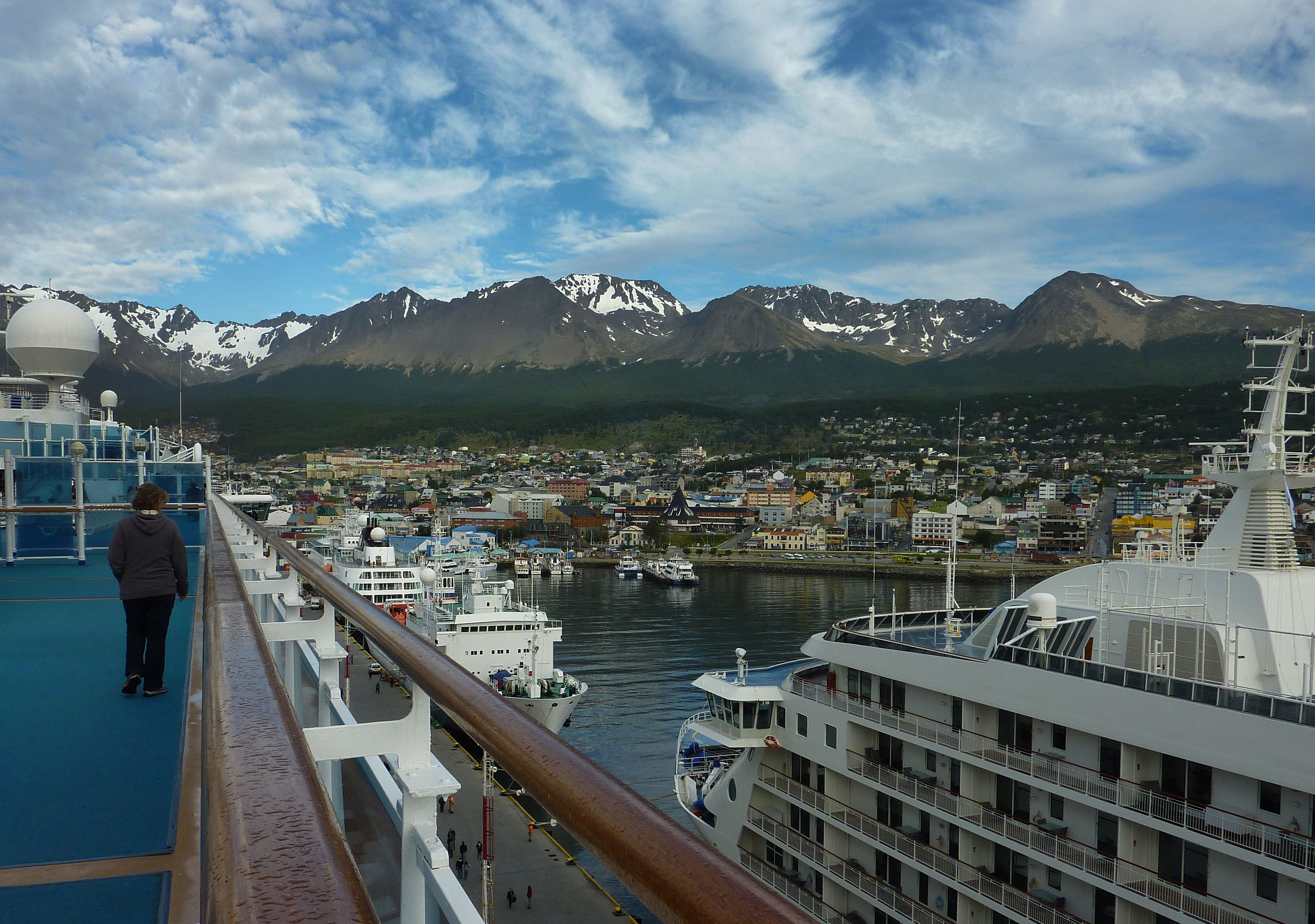
南極に向かうクルーズ船の甲板から見えるウシュアイアの風景

ウシュアイアは南極ゲートウェイ都市の中でも最も南にあり、南極半島からはおよそ1000 km離れた場所である。ウシュアイアは南極への観光のためのゲートウェイ都市としては他の都市よりもはるかに高い人気を誇り、南極大陸への観光客の90%がウシュアイアをゲートウェイ都市として利用している。ウシュアイアを出発する観光客のほぼ全員はクルーズ船に乗って旅行する。ウシュアイアからはアルゼンチンの国立理事会の拠点ともなっているが、他の国家レベルの南極プログラムでウシュアイアを拠点としているものはない。ウシュアイアには南極博物館などの施設もあり、南極に関係する観光客を惹きつける本拠地ともなっている。

### ケープタウン
ケープタウンは南極ゲートウェイ都市の中では最大であるが、南極ゲートウェイ都市の中で南極大陸から最も遠い。南アフリカ自身の国家的な南極プログラムに加え、ロシア・ドイツ・ベルギー・ノルウェー・日本のプログラムでも、ケープタウンを経由して南極大陸に到達することになっている。2021年現在、旅行会社のホワイトデザート社が、ケープタウンから南極大陸に直行する商用便を運航している。

### ホバート
ホバートはオーストラリアの他、フランス、中華人民共和国の国家レベルでの南極プログラムの本拠地となっている。南極ゲートウェイ都市の中では、ホバートは南極に向かう交通機関が最も少ないが、滞在している南極に向かう科学者の数は最も多くなっている。ホバートには南極に関する方針もいくつか存在し、南極に関する研究機関も存在している。ホバートにある南極に関する研究機関としては、南極の海洋生物資源の保存に関する委員会、タスマニア大学の海洋・南極科学研究所、タスマニアン・ポーラー・ネットワーク、アンタークティカ・タスマニアなどが挙げられる。ホバートには、南極に関する博物館・展覧会もあり、毎年オーストラリアの南極祭りが開催されている。

### クライストチャーチ

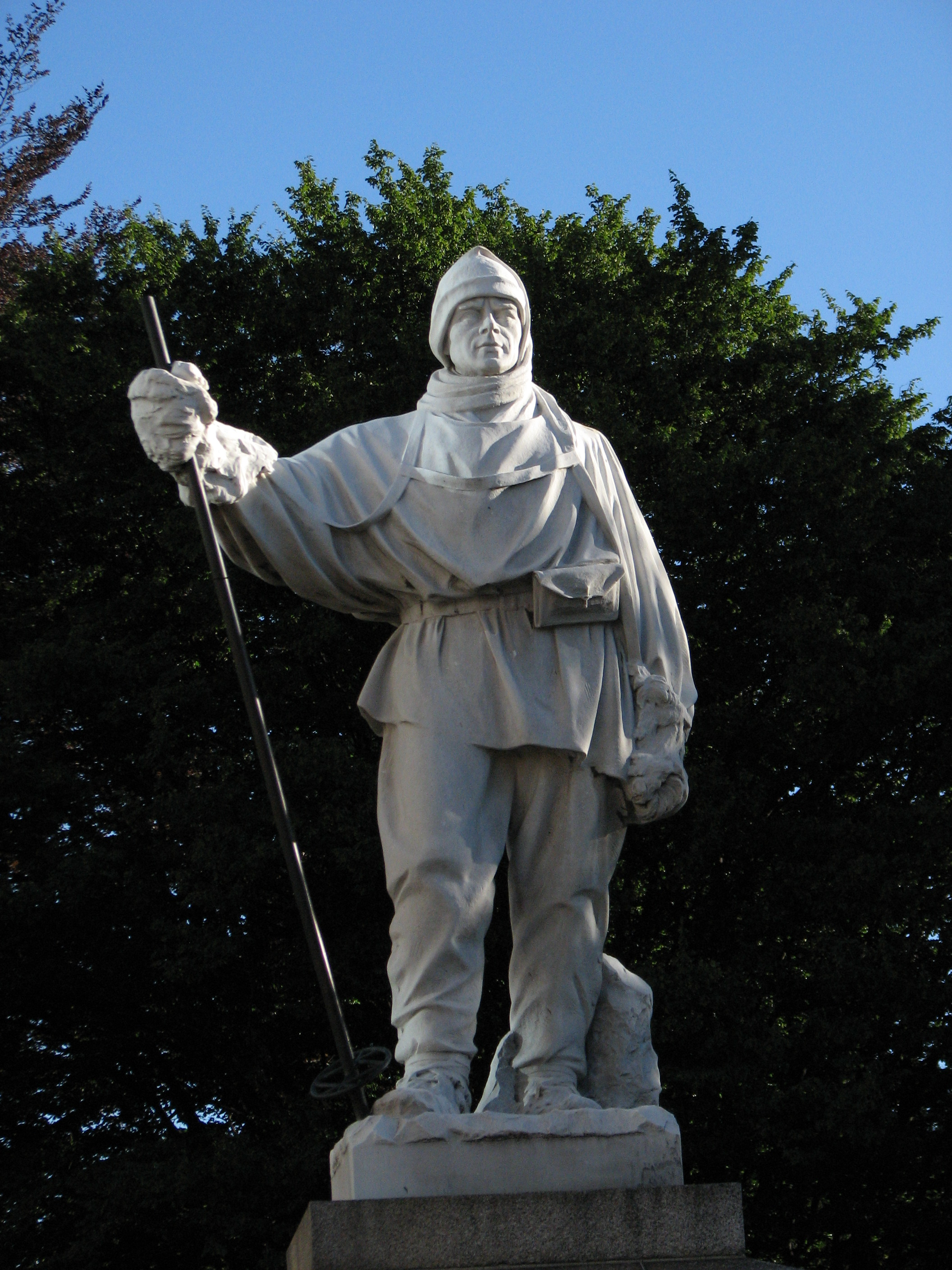
クライストチャーチにあるロバート・スコットの銅像。スコットはディスカバリー遠征とテラノバ遠征の際、クライストチャーチを経由して南極大陸に向かった。

クライストチャーチからは南極大陸に向かう商用の航空便・船便はほとんど運航されていないが、ニュージーランドの他に、アメリカ合衆国、イタリア、大韓民国の国家的な南極のプログラムがクライストチャーチに物流の拠点を置いている。クライストチャーチには南極大陸で活動を行っている政府の調査プログラムのそれぞれから代表者が参加することによって形成される南極国家プログラムメンバー会合が本部を置いている。クライストチャーチは国家レベルでの南極プログラムの本拠地となっている他に、地元当局による南極関係の場所が多くあり、行事が盛んに行われている都市である。これらには国際南極センター、クライストチャーチ南極庁、毎年開催される南極祭り「デイズ・オブ・アイス」、多くの博物館の常設展示室などが含まれている。地元のカンタベリー大学は南極関係の調査・研究を司る南極大陸ゲートウェイをクライストチャーチに置いている。